# Agrilus ometauhtli
Agrilus ometauhtli är en skalbaggsart som beskrevs av Fisher 1938. Agrilus ometauhtli ingår i släktet Agrilus och familjen praktbaggar. Inga underarter finns listade i Catalogue of Life.